# Charles Proteus Steinmetz
Charles Proteus Steinmetz, pseudônimo de Karl August Rudolf Steinmetz (Wrocław, Silesia, Alemanha, 9 de abril de 1865 — Schenectady, Nova Iorque, 26 de outubro de 1923) foi um matemático, engenheiro eletricista e professor no Union College. Ele fomentou a expansão e desenvolvimento da corrente alternada (iniciada por Nikola Tesla) que tornou possível a expansão do sistema elétrico de potência nos Estados Unidos, formulando teorias matemáticas para engenheiros. Ele fez novas descobertas no entendimento da histerese que ajudou os engenheiros a projetar melhor os aparatos dos equipamentos eletromagnéticos, em especial, os motores elétricos para uso na indústria.

## Engenharia elétrica
Steinmetz é conhecido por sua contribuição em três grandes campos da teoria dos sistemas de corrente alternada (AC): histerese, análise de estado estacionário e transientes.

### Teoria da histerese AC
Pouco depois de chegar aos Estados Unidos, Steinmetz foi trabalhar para Rudolf Eickemeyer em Yonkers, Nova York, e publicou no campo da histerese magnética, ganhando reconhecimento profissional mundial. A empresa de Eickemeyer desenvolveu transformadores para uso na transmissão de energia elétrica, entre muitos outros dispositivos mecânicos e elétricos. Em 1893, a empresa de Eickemeyer, juntamente com todas as suas patentes e projetos, foi comprada pela recém-formada General Electric Company, onde Steinmetz rapidamente se tornou conhecido como o mago da engenharia na comunidade de engenharia da GE.

### Teoria dos circuitos estacionários AC
O trabalho de Steinmetz revolucionou a teoria e a análise de circuitos CA, que haviam sido realizados usando métodos complicados e demorados baseados em cálculo. No artigo inovador, "Complex Quantities and Their Use in Electrical Engineering", apresentado em uma reunião de julho de 1893 publicado no American Institute of Electrical Engineers (AIEE), Steinmetz simplificou esses métodos complicados para "um simples problema de álgebra". Ele sistematizou o uso da representação de fasores de números complexos em textos de ensino de engenharia elétrica, em que a letra minúscula "j" é usada para designar o operador de rotação de 90 graus na análise de sistemas CA. Seus livros seminais e muitos outros artigos da AIEE "ensinaram toda uma geração de engenheiros a lidar com fenômenos de CA".

### Teoria dos transientes AC
Steinmetz também avançou muito na compreensão dos relâmpagos. Seus experimentos sistemáticos resultaram no primeiro laboratório criado "relâmpagos artificiais", o que lhe rendeu o apelido de "Forjador de Trovões". Estes foram conduzidos em um laboratório do tamanho de um campo de futebol na General Electric, usando geradores de 120 000 volts. Ele também ergueu uma torre de raios para atrair raios naturais para estudar seus padrões e efeitos, o que resultou em várias teorias.

## Publicações
Algumas publicações importantes:
- Theory and calculation of alternating current phenomena, com a colaboração de Ernst J. Berg, 1897.
- The Natural Period of a Transmission Line and the Frequency of lightning Discharge Therefrom, em: The Electrical World, 27 de agosto de 1898, pp. 203–205.
- Theoretical elements of electrical engineering, McGraw publishing company, 1902.
- Theory and calculation of transient electric phenomena and oscillations, McGraw publishing company, 1911.

## Patentes
Quando faleceu, Steinmetz tinha mais de 200 patentes:
- Steinmetz, Patente E.U.A. 533 244, "System of distribution by alternating current." Jan. 29, 1895.
- Steinmetz, Patente E.U.A. 559 419, "Inductor dynamo."
- Steinmetz, Patente E.U.A. 583 950, "Three phase induction meter."
- Steinmetz, Patente E.U.A. 594 145, "Inductor dynamo."
- Steinmetz, Patente E.U.A. 714 412, "Induction motor."
- Steinmetz, Patente E.U.A. 717 464, "System of electrical distribution."
- Steinmetz, Patente E.U.A. 865 617, "Induction motor."
- Steinmetz, Patente E.U.A. 1 025 932, "Means for producing light." Mai. 7, 1912.
- Steinmetz, Patente E.U.A. 1 042 986, "Induction furnace."
- Steinmetz, Patente E.U.A. 1 230 615, "Protective device."
- Steinmetz, Patente E.U.A. RE11 576, "Inductor dynamo."